# Friedrich Heinrich Jacobi

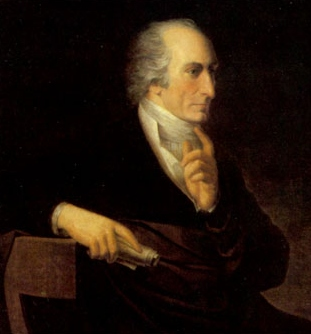
Friedrich Heinrich Jacobi

Friedrich Heinrich Jacobi (Düsseldorf, 25 januari 1743 – München, 10 maart 1819) was een Duitse filosoof.

## Leven
Jacobi werd opgeleid voor de handel. In zijn vrije tijd las hij het werk van Franse filosofen en begon ten slotte ook zelf te schrijven. Zijn eerste werk verscheen in 1776 en heet Edward Allwill's Briefsammlung. Jacobi was getrouwd met Elisabeth von Clermont, zuster van de rijke Akens-Vaalser ondernemer Johann Arnold von Clermont. Hij overleed op 76-jarige leeftijd.

## Filosofie
Een belangrijk werk van zijn hand is David Hume über den Glauben, oder Idealismus und Realismus uit 1787, in de bijlage waarvan de filosofie van Kant kritisch wordt beschouwd. Hierin argumenteerde Jacobi dat de filosofie van Kant en zijn visies over het Ding an sich onhoudbaar waren en uitliepen op rationalisme, fatalisme en spinozisme. Daarbij wees hij op een inconsequentie bij Kant: enerzijds beweerde Kant dat het het menselijk verstand is dat het object van kennis 'creëert', maar vervolgens beweerde hij wel dat er een extern object is, het ding op zichzelf, dat een zintuiglijke indruk op het verstand maakt. Het object bestaat dus zowel los als afhankelijk van de mens volgens Kant. 
Historisch gezien had dit werk niet het gevolg dat Kant verworpen werd, zoals Jacobi beoogde, maar zorgde eerder voor een heropleving van de studie naar het werk van Baruch Spinoza (en diens verhouding tot Kant), die van cruciaal belang was voor de verdere ontwikkeling van het Duits idealisme. Deze hele controverse staat bekend als de pantheïsmestrijd (pantheismusstreit).
- Bibsys: 90345910
- Biblioteca Nacional de España: XX875334
- Bibliothèque nationale de France: cb11908390d (data)
- Catàleg d'autoritats de noms i títols de Catalunya: 981058516245406706
- CiNii: DA01894924
- Gemeinsame Normdatei: 118556312
- International Standard Name Identifier: 0000 0001 0905 2067
- Library of Congress Control Number: n81084575
- Nationale Bibliotheek van Letland: 000229126
- MusicBrainz: 46bec55b-92d5-4e28-80e5-344289810e7c
- Bibliotheek van het Japanse parlement: 00620873
- Nationale Bibliotheek van Tsjechië: jn19990003938
- Nationale bibliotheek van Australië: 35749921
- Nationale Bibliotheek van Israël: 987007263357405171
- Nationale Bibliotheek van Polen: a0000001610963
- Nationale en Universitaire bibliotheek Zagreb: 000161978
- Nederlandse Thesaurus van Auteursnamen: 068384890
- Réseau des bibliothèques de Suisse occidentale: 02-A003415976
- Istituto Centrale per il Catalogo Unico: BVEV001586
- LIBRIS: 191351
- Système universitaire de documentation: 027475484
- Trove: 1070277
- Virtual International Authority File: 59084105
- WorldCat: E39PBJktjVHWPQQpc7brCjyw4q